# بطولة العالم للشطرنج 1921
|                                |                  |
| إيمانويل لاسكر                 | خوزيه كابابلانكا |
|                                |                  |
| فائز ببطولة العالم نوفمبر 1910 | المتحدي          |
| 52 سنة                         | 32 سنة           |

 بطولة العالم للشطرنج 1921 هي البطولة الحادية عشر الرسمية في الشطرنج، تنافس فيها بطل النسخة السابقة إيمانويل لاسكر مع متحديه الجديد القوي خوزيه كابابلانكا، ونظمت المقابلة في مدينة هافانا مسقط رأس كابابلانكا من 15 مارس حتى 28 أفريل 1921.
ولأول مرة منـذ 27 سنة لم يتمكن لاسكر من الدفاع عن لقبه وخسر المقابلة بنتيجة 4 هزائم 10 تعادلات ومن دون انتصار.

## خلفية
بعد فوزه ببطولة سان سيباستيان 1911  بسبعة أشهر تحدى كابابلانكا لاسكر على لقب العالم غير أن المفاوضات فشلت بعد اختلاف على شروط حددها لاسكر والتي اعتبرها كابابلانكا متحيزة.
في 1912 تحدى أكيبا روبنشتاين لاسكر على اللقب وبعد المفاوضات حددت المقابلة في خريف 1914غير أن اندلاع الحرب العالمية الأولى أدى إلى إلغائها  وبعد بطولة سانت بيتسبرغ 1914  التي فاز بها لاسكر متقدما على كابابلانكا اقترح هذا الأخير مقابلة بقواعد جديدة غير أن لاسكر رفض اللعب.
بعد الحرب اعتبر كابابلانكا نفسه ولاسكر وروبنشتاين كأقوى اللاعبين وبدأ مفاوضات مع لاسكر في 1920  ونشر كتابه: «مسيرتي في الشطرنج» ليقنع الجمهور بحقه في تحدي لاسكر، غير أن روبنشتاين كان يملك عقدا للعب ضد لاسكر وشعر بأنه قد تم إهماله في هذه القضية فاقترح هيئة رسمية لإدارة بطولة العالم واقترح بطولة ثلاثية على اللقب، غير أن خسارته لأمواله في الحرب العالمية لم تسمح بذلك، وأصبح كابابلانكا منافس لاسكر الرسمي ووعد في حال فوزه ضد لاسكر أن يقبل التحدي من روبنشتاين.
في 23 جانفي 1920 تكللت المفاوضات بالنجاح ووافق لاسكر على مقابلة كابابلانكا في 1921 غير أنه فجأة في جوان من ذلك العام استسلم معلنا أن الكوبي هو بطل العالم الجديد، غير أن كابابلانكا لم يرغب أن يصبح بطلا بهذه الطريقة وأقنع لاسكر باللعب ضده وحددت المقابلة في 15 مارس 1921.

## المقابلة والنتيجة
حددت المقابلة بـ 24 مباراة، أول من يحصل على 12.5 نقطة أو يفوز بثمان مباريات يكون بطل العالم، وفي حالة التعادل 12-12 فإن بطل العالم يحتفظ بلقبه، كان لاسكر صاحب اللقب غير أنه تخلى عنه في 1920 لكابابلانكا ما يعني أنه هو المتحدي وكابابلانكا صاحب اللقب رغم أنهما لم يتقابلا على اللقب من قبل.
|                  | 1 | 2 | 3 | 4 | 5 | 6 | 7 | 8 | 9 | 10 | 11 | 12 | 13 | 14 | انتصارات | نقاط |
| ---------------- | - | - | - | - | - | - | - | - | - | -- | -- | -- | -- | -- | -------- | ---- |
| خوزيه كابابلانكا | ½ | ½ | ½ | ½ | 1 | ½ | ½ | ½ | ½ | 1  | 1  | ½  | ½  | 1  | 4        | 9    |
| إيمانويل لاسكر   | ½ | ½ | ½ | ½ | 0 | ½ | ½ | ½ | ½ | 0  | 0  | ½  | ½  | 0  | 0        | 5    |
بعد 14 مباراة و4 خسارات أدرك لاسكر أن لا مجال له للتعويض والفوز بالمقابلة فاستسلم دون أن يكمل المباريات المتبقية وبذلك خسر لقب بطولة العالم بعد 27 سنة من السيطرة، وأصبح كابابلانكا ثالث أبطال العالم.

## روابط خارجية
- رابط لمباريات البطولة على موقع chessgames.com